# Cziłała z Beverly Hills 3
Cziłała z Beverly Hills 3 (ang. Beverly Hills Chihuahua 3: Viva la Fiesta!) – amerykański film familijny z 2012 roku, wyprodukowany przez Walt Disney Studios Home Entertainment. Kontynuacja filmów Cziłała z Beverly Hills (2008) i Cziłała z Beverly Hills 2 (2011).
Światowa premiera filmu miała miejsce 18 września 2012 roku.

## Opis fabuły
Papi wraz z przyjaciółmi rusza na wakacje do ekskluzywnego spa dla psów. Niestety, humory psuje im depresja szczeniaka o imieniu Rosa. Zabawa przestaje ją cieszyć. W dodatku odnosi wrażenie, że cały jej czar nagle zniknął. Papi i pozostali członkowie psiej paczki robią wszystko, by pomóc Rosie odzyskać radość z życia.

## Obsada
Ludzie:
- Marcus Coloma – Sam Cortez
- Erin Cahill – Rachel Ashe Cortez
- Cedric Yarbrough – Hollis
- Frances Fisher – Amelia James
- Briana Lane – Jenny
- Sebastian Roche – szef Frank Didier

Głosy:
- George Lopez – Papi
- Odette Annable – Chloe
- Ernie Hudson – Pedro
- Kay Panabaker – Rosa
- Logan Grove – Papi Jr.
- Emily Osment – Pep
- Madison Pettis – Lala
- Delaney Jones – Ali
- Tom Kenny – Sebastian
- Jake Busey – Oscar
- Lacey Chabert – Charlotte
- Miguel Ferrer – Delgado
- Phil LaMarr – Diego
- Eddie "Piolin" Sotelo – Humberto